# 近衛稙家
近衛稙家（1502年12月—1566年7月26日），日本戰國時代的公卿。法名惠雲院觉天大圆。近衛家第15代當主，在戰國動亂時期擔任關白、太政大臣職務。父近衛尚通。母德大寺实淳之女維子。妻久我通言的養女慶子（細川高基之女）。妹慶寿院是室町幕府第12代将軍足利義晴正室，生第13代将軍足利義輝、第15代将軍足利義昭兄弟。儿子关白太政大臣近衛前久，女儿是足利義輝正室，斋藤正義是近衛稙家的庶子。

## 生涯
文龟二年（1502年），近衛稙家作为近衛尚通的嫡男出生。永正十一年（1514年），加元服，第10代将軍足利義稙授与偏諱，名为稙家（「家」是祖父近衛政家所用近衛家通字）。
永正十八年（1521年），因为与管領細川高国对立，義稙出奔离开京都，足利龟王丸（加元服後名为足利義晴）继任征夷大将军。天文三年（1534年），妹慶寿院嫁给義晴。久我家養子、近衛稙家的弟弟久我晴通和稙家的嫡男近衛晴嗣（即近衛前久）都被義晴授与偏諱。永禄九年七月初十去世。山科言継日記《言継卿記》说死因是中風恶化。

## 年表
- 永正11年（1514年）　元服，正五位上，同年12月29日叙从三位。
- 大永3年（1523年）　右大臣就任。
- 大永5年（1525年）　关白・藤原氏長者。
- 享禄元年（1528年）　左大臣就任。
- 天文2年（1533年）　关白・氏長者辞任。
- 天文4年（1535年）　受准三宮宣下，左大臣辞任。
- 天文5年（1536年）　关白・氏長者再任。
- 天文6年（1537年）　太政大臣就任。
- 天文10年（1541年）　太政大臣辞任。
- 天文11年（1542年）　关白辞任。

## 家庭
- 父：近衛尚通
- 母：德大寺维子 - 德大寺实淳的女兒
- 正室：久我慶子 - 久我通言的養女（細川高基的女兒）

### 儿子
- 近衛前久（1536-1612）
- 陽山（？-1564） - 慈照寺住持
- 道澄（1544-1608） - 聖護院門跡
- 尊信（義性）（1547-1588） - 大觉寺門跡

### 女儿
- 足利義輝室（？-1590）
- 秀山尊性（？-1569） - 光照院住持